# Kayla Kleevage
Kayla Kleevage (Racine, Wisconsin; 20 de abril de 1965) es una actriz pornográfica estadounidense.

## Biografía
Originaria de Racine, Wisconsin, empezó a bailar en clubes para adultos en el área de Houston, Texas cuando tenía 20 años de edad.
Mientras estuvo en Houston pudo conocer personas relacionadas con el mundo del baile nocturno. Firmó entonces con Universal Entertainment y con la ayuda de sus implantes de seno de polipropileno, logró alcanzar popularidad entre las bailarinas y actrices porno conocidas como big bust o big boobs.
Además de viajar en el circuito de baile, ha aparecido en películas hardcore pornográficas y en varias revistas para adultos.
Tiene su sitio Web desde 1996 y posee también su propia compañía de video, Kleevco Productions. Esta ha producido una serie de tres volúmenes llamada "Hot Chocolate", presentando a Kayla en escenas interraciales hardcore con estrellas negras de la pornografía tales como Lexington Steele, Julian St. Jox y Byron Long. Su más reciente participación en una película porno fue en la serie "Mom's a Cheater". En Hot chocolate 3 (2001) aprovechó para realizar su debut en la dirección.